# Blastobasis adustella
Blastobasis adustella é uma espécie de mariposa do gênero Blastobasis pertencente à família Coleophoridae.